# ذیاب العنابی
ذیاب العنابی (انگلیسی: Dheyab Al-Annabi؛ زادهٔ ۲۰ ژوئن ۱۹۹۰) یک بازیکن فوتبال اهل قطر است.